# أذينة خطية
أذينة خطية (الاسم العلمي: Phlomis linearis) هو نوع نباتي يتبع جنس الأذينة من الفصيلة الشفوية.